# Гревенхайн
Гревенхайн (нем. Gräfenhain) — община в Германии, в земле Тюрингия.
Входит в состав района Гота. Население составляет 1391 человек (на 31 декабря 2010 года). Занимает площадь 19,39 км².

## Население по годам (на 31 декабря)
| - 1994 — 1412 чел. - 1995 — 1431 чел. - 1996 — 1454 чел. - 1997 — 1494 чел. | - 1998 — 1520 чел. - 1999 — 1518 чел. - 2000 — 1528 чел. - 2001 — 1534 чел. | - 2002 — 1530 чел. - 2003 — 1501 чел. - 2004 — 1483 чел. - 2005 — 1482 чел. | - 2010 — 1391 чел. |